# Hrabstwo Pasquotank
Hrabstwo Pasquotank (ang. Pasquotank County) – hrabstwo w stanie Karolina Północna w Stanach Zjednoczonych.

## Geografia
Według spisu z 2000 roku obszar całkowity hrabstwa obejmuje powierzchnię 289 mil2 (748,51 km²), z czego 227 mil2 (587,93 km²) stanowią lądy, a 63 mile2 (163,17 km²) stanowią wody. Według szacunków United States Census Bureau w roku 2012 miało 40 591 mieszkańców. Jego siedzibą administracyjną jest Elizabeth City.

### Sąsiednie hrabstwa
- Hrabstwo Camden (wschód)
- Hrabstwo Perquimans (południowy zachód)
- Hrabstwo Gates (północny zachód)